# Springplank

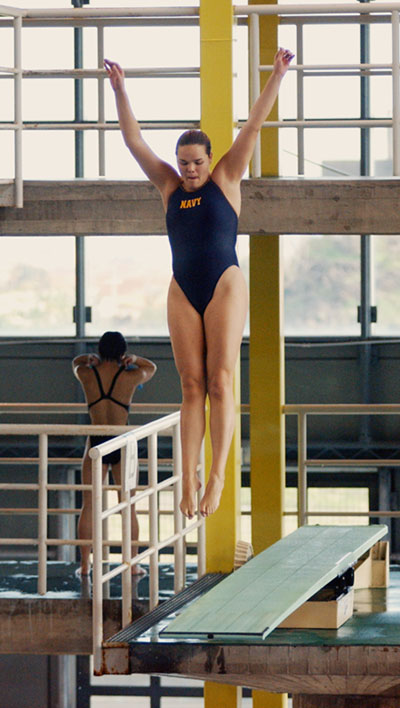
Duiken van een duikplank

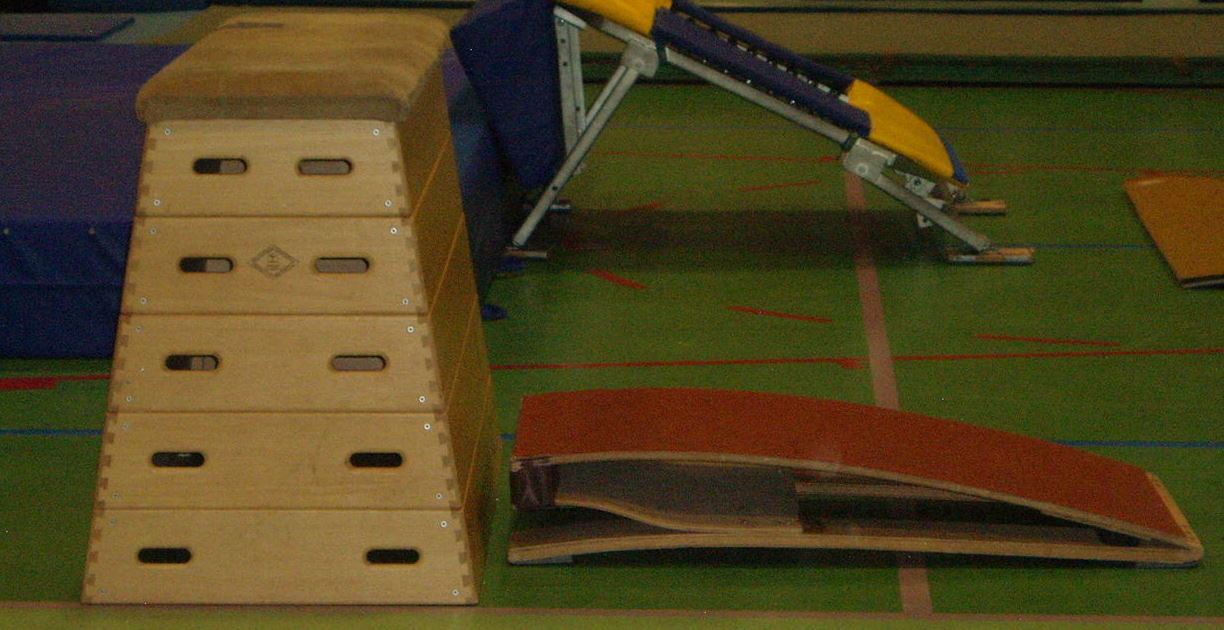
Springplank

Een springplank of duikplank is een verende plank die bij bepaalde gymnastiekoefeningen wordt gebruikt. Een duikplank is een springplank in een zwembad om vanaf te duiken.
Duikplanken zitten aan een kant vaak vast aan een scharnier, zodat de plank om hoog gezet kan worden als deze niet in gebruik is. Het uiteinde van de plank hangt over het zwembad en daartussen zit een verschuifbaar punt, dat gebruikt kan worden om te zorgen dat het bord meer of minder door veert.

## Hoogtes
Duikplanken zijn er in verschillende hoogtes. Hogere springplanken geven de duiker meer tijd om zijn of haar kunstjes uit te voeren. Duikplanken zijn er in de volgende hoogtes:
- 1 meter
- 3 meter
- 5 meter (toren)
- 7,5 meter (toren)
- 10 meter (toren)

Onder een duikplank moet het zwembad diep genoeg zijn om te voorkomen dat een springer hard op de bodem van het zwembad zou belanden. De vereiste diepte wordt uiteraard groter naarmate de plank zich hoger boven het water bevindt.

## Sporten met springplanken
De sporten die met springplanken gedaan kunnen worden zijn de volgende:
- Schoonspringen
- Gymnastiek

## Literair gebruik
Springplank wordt ook figuurlijk gebruikt als tussenstap, voorbereiding of aanloop naar een (hoger) doel. Bijvoorbeeld
- "...Het lidmaatschap van de KVP was voor Ruud Lubbers de springplank naar de nationale politiek...."
- De winst in de Koningin Elisabethwedstrijd was voor Frank Braley de springplank naar een internationale solistencarrière.

- Gemeinsame Normdatei: 4330872-7